# كاترين لورد
كاترين لورد (بالإنجليزية: Catherine Lord)‏ هي ناشِطة وكاتِبة وفنانة أمريكية، ولدت في 1949 في دومينيكا.